# Rivelatore interferometrico di onde gravitazionali

Schema di un generico interferometro.

Un rivelatore interferometrico di onde gravitazionali è un rivelatore di onde gravitazionali basato sul principio dell'interferometria laser per rilevare l'influenza di onde gravitazionali della luce che si muove avanti e indietro fra masse di test.